# Андрощук Федір Олександрович
Федір Олександрович Андрощук (нар. 20 лютого 1970, Київ) — український[джерело?] археолог, спеціаліст у галузі скандинавістики, доктор історичних наук, генеральний директор Національного музею історії України з 2020 року, дійсний член виконавчої ради Європейської асоціації археологів з 2022. Починаючи з 2000-х років кількість опублікованих Ф. Андрощуком наукових праць російською мовою значно перевищує українською мовою. Індекс Гірша у найбільшій міжнародній наукометричній базі даних Scopus дорівнює 0.

## Життєпис
Федір Андрощук народився 20 лютого 1970 року в місті Києві.
У 1988 р. вступив на історичний факультет Київського університету імені Тараса Шевченка, який закінчив у 1995 р. Протягом 1987—1988, 1990—1996 рр. працював у Інституті археології НАН України. Очолював Шестовицьку та Канівську експедиції Національного університету імені Тараса Шевченка (1993, 1996—1997 рр.). З 1996 по 2000 рр. працював на посаді викладача кафедри археології та музеєзнавства того ж університету.
У 1998 р. захистив кандидатську дисертацію на тему історико-культурних зв'язків Середнього Подніпров'я та Скандинавії, яка була видана книжкою у 1999 р. під назвою «Нормани і слов'яни у Подесенні». Того ж року був запрошений Стокгольмським університетом на наукове стажування до Швеції та розкопки міста доби вікінгів Бірка.
Під час перебування за кордоном зацікавився історією скандинавської зброї як історичного джерела у вивченні контактів між населенням Східної та Північної Європи у добу вікінгів. Протягом 2000—2007 років опрацював фонди майже всіх основних музейних збірок Данії, Ісландії, Норвегії та Швеції. Результати цих досліджень були видані окремими книжками у 2013 та 2014 рр.
З 2000 року діяльність Федора Андрощука була пов'язана з декількома установами Швеції: Стокгольмським університетом (2000—2007), Державним історичним музеєм Швеції (2000—2006; 2014—2019), Музеєм міста Сигтуна (2006, 2010, 2011), Упсальським університетом (2009—2014) та приватним консультативним підприємством Arkeologikonsult (2007—2009).
У 2013 та 2016 рр. видавництво Упсальського університету видало англійською мовою книжки «Вікінги на Сході» та «Візантія та світ вікінгів». 2012 р. обраний дійсним членом колегії дослідників Шведського Інституту у Стамбулі, а 2017 р. делегатом від Швеції на світовому конгресі з вивчення вікінгів (18th Viking Congress).
У 2004 році з ініціативи Федора Андрощука на базі Національного музею історії України було проведено виставку копій рунічних каменів «Вікінги на Східному шляху». Велика частина експонатів музею увійшли до каталогу «Скандинавські старожитності Південної Русі», який був виданий у Парижі 2012 року. Співпраця зі співробітниками музею та Інститутом археології НАН України були головними передумовами виходу як цього каталогу, так і книжок «Вікінги на Сході» та «Мечі вікінгів». Монографія «Мечі вікінгів» стала основою докторської дисертації, яку Федір захистив у Інституті археології НАН України у 2014 р. (опонентом виступив Анатолій Кирпичников).
Окрім історії та археології, до його наукових інтересів належать питання ранньосередньовічної нумізматики. Протягом 2014—2017 рр. на базі Державного історичного музею Швеції він керував науковими проєктами, метою яких було вивчення срібних візантійських монет та їх скандинавських і руських імітацій. Результати цієї роботи були опубліковані у книзі «Images of Power» (укр. Образи влади), яка була презентована у жовтні 2016 р. у Національному Києво-Печерському історико-культурному заповіднику.
У 2017 році київське видавництво Laurus видало книжку Федора Андрощука «Осеберг: загадки королівського кургану».
Автор публікацій у загальноукраїнській пресі про актуальні питання збереження культурної спадщини, пам'яткоохоронну справу та розвиток музеїв.
У 2020 р. обраний генеральним директором Національного музею історії України. У своїй програмі та публічних виступах наголошує на вивченні скандинавського досвіду в українському музейництві.
У 2020 році видавництво Laurus видало книгу «Гаральд Суворий — останній вікінг», в якій Федір Андрощук описує життя норвезького короля XI століття.
Після початку повномасштабного російського вторгнення в Україну Андрощук займався порятунком колекцій, як очолюваного ним, так й інших музеїв країни. ЄАА так оцінила його діяльність у цей період: «Спільні зусилля протягом перших тижнів з захисту та евакуації артефактів дозволили зберегти десятки тисяч археологічних предметів, які перебували під загрозою. Лише в Національному музеї історії України йдеться про майже 120 тисяч таких предметів. Команда музею не лише кинулася захищати археологічну спадщину в перші моменти нападу, допомагаючи іншим регіональним музеям теж зробити це, а й, щойно стало безпечніше, продовжила проводити дослідження, відкривати нові виставки та провадити інформаційну діяльність, зокрема відстежуючи випадки мародерства в археології».
1 вересня 2022 року був обраний дійсним членом виконавчої ради Європейської асоціації археологів, найпотужнішої у Європі організації фахових археологів.

## Скандали
25 червня 2022 р. намагався перетнути державний кордон в пункті пропуску міжнародного залізничного сполучення "Ягодин", подавши до паспортного контролю паспорт громадянина Швеції, чим вчинив правопорушення, передбачене ч.1 ст.2041 КУпАП. Любомльським районним судом був визнаний у вчиненні правопорушення, але звільнений від адміністративної відповідальності, обмежившись усним зауваженням.
Згідно із заявою народного депутата України Соломії Бобровської, Федір Андрощук не повернувся до України із закордонного відрядження, термін якого закінчився 20 вересня 2024 року. За її словами, станом на 6 грудня 2024 гендиректор Національного музею історії України залишався за кордоном. 

## Особисте життя
Федір Андрощук має громадянство України та Швеції. Володіє українською, російською, англійською та шведською мовами.

## Нагороди
- 2016 — Грамота-подяка міністра культури України Євгена Нищука за сприяння поверненню в Україну «Меча Вікінга».[23]
- 2023 — Індивідуальна відзнака в галузі археологічної спадщини від Європейської асоціації археологів. Присуджена за лідерство в захисті української археологічної спадщини під час війни, а також за прагнення підвищити обізнаність про важливість археологічної спадщини в цей період та за професійний рівень.[19]

### Монографії
1. Музей і національний проєкт. — Київ, 2024. ISBN: 978-966-136-957-2 [24]
2. Від вікінгів до Русі. — Київ: Laurus, 2022.[25]
3. Десятинна церква — відома та невідома. — Київ: Laurus, 2021.[26]
4. Гаральд Суворий — останній вікінг. — Київ: Laurus, 2020.
5. Осеберг: загадки королевского кургана. — Київ: Laurus, 2017.
6. Images of Power: Byzantium and Nordic Coinage, Paris-Kyiv 2016, c. 995—1035.
7. Byzantium and the Viking World (Studia Byzantina Upsaliensia 18). Co-edited with Jonathan Shepard and Monica White, Uppsala 2016.
8. Swords and Social Aspects of Weaponry in Viking Age societies, Stockholm 2014.
9. Vikings in the East: Essays on the Contacts along the Road to Byzantium, Uppsala 2013.
10. Мечи викингов. — Київ, 2013.
11. Скандинавские древности Южной Руси. Каталог. — Paris, 2012.
12. Нормани і слов'яни у Подесенні. Моделі культурної взаємодії доби раннього середньовіччя. — Київ, 1999.

## Інтерв'ю, публікації та коментарі у ЗМІ
- ‘Cultural catastrophe’: Ukrainians fear for art and monuments amid onslaught // Ґардіан, 1.03.2022
- ‘You can't get back specimens’: Ukrainian scientists rush to save irreplaceable collections // Science (American Association for the Advancement of Science), 9.03.2022
- Statement by Dr Fedir Androshchuk, Director, National Museum of the History of Ukraine, Kyiv // Irish Museum Association, 11.04.2022
- Kyiv museum curators bravely criticise war by telling stories of its collection's historic objects // The Art Newspaper, 9.05.2022
- «Була вулична перестрілка, і кілька куль влучили в музей». Директор київського історичного музею Федір Андрощук про те, як ховав колекцію, жив у музеї та чекав на мародерів під час вторгнення рф // Бабель, 30 травня 2022
- War in Europe PDF // British Archaeology, Травень-червень 2022
- Про хунвейбінів від національної історії // Музейний простір. Музеї України та світу, 14.07.2022
- Федір Андрощук, археолог, гендиректор Національного музею історії України. «Найцінніші експонати ми демонтували за добу» // Укрінформ, 07.09.2022
- The Impact Of War On Ukraine's Viking Heritage: Live Q&A With Dr Fedir Androshchuk & Dr Cat Jarman ВІДЕО // Institute of Irish Studies, Liverpool, 18.10.2022
- The Profound Defiance of Daily Life in Kyiv // Нью-Йоркер, 05.01.2023
- La cultura al tempo della guerra: National Museum of the History of Ukraine di Kiev // Artribune, 03.04.2023
- Curating the war: Kyiv museum exhibits objects left by Russian soldiers // Ґардіан, 22.04.2023
- 破壊続くウクライナ文化財　ロシア色に染める文化的虐殺(яп.) // Ніхон кейдзай сімбун, 22.05.2023
- War has shown Ukrainians — and the rest of us — why museums are so important for telling our stories // Ґардіан, 27.05.2023
- Коментар для документального проєкту «Як утворилась держава Русь? | Київ тисячолітній. Місто, де починалась історія Русі. Ч.2.» ВІДЕО, 22.09.2023
- «Якщо музей потрібен, тільки щоб привести гостей, — створіть краще склад»: директор Національного музею історії Федір Андрощук // Українська правда. Життя, 30.10.2023
- Федір Андрощук: «Протягом усієї доби незалежності України ми бачимо девальвацію поняття „національний музей“» // Український тиждень, 18.06.2024